# Szpaki (obwód miński)
Szpaki (biał. Шпакі, Szpaki; ros. Шпаки, Szpaki) – wieś na Białorusi, w obwodzie mińskim, w rejonie stołpeckim, w sielsowiecie Litwa.

## Historia
W XIX i w początkach XX w. położone były w Rosji, w guberni mińskiej, w powiecie mińskim.
W dwudziestoleciu międzywojennym leżały w Polsce, w województwie nowogródzkim, w powiecie stołpeckim, w gminie Rubieżewicze, w pobliżu granicy ze Związkiem Sowieckim. W 1921 miejscowość liczyła 148 mieszkańców, zamieszkałych w 25 budynkach, w tym 137 Polaków, 8 Białorusinów i 3 osoby innej narodowości. 85 mieszkańców było wyznania rzymskokatolickiego i 63 prawosławnego.
W czasie II wojny światowej 8 mieszkańców miejscowości dołączyło do Zgrupowania Stołpeckiego Armii Krajowej.
Po II wojnie światowej w granicach Związku Sowieckiego. Od 1991 w niepodległej Białorusi.